# Аріоальд
Аріоальд (†636) — герцог Турина, король лангобардів (626—636). Був одружений з дочкою Агілульфа Гундібергою.
Через душевну хворобу за підтримки знаті змістив з престолу короля Адалоальда. Ставши королем, віддав свою дружину до монастиря, звинувативши її у змові проти себе разом з герцогом Фріульським Тассо. Відновив аріанство у королівстві лангобардів. Відомо лише про одну вдалу війну, яку він вів з аварами.